# Dzeržinska gora
Dzeržinska gora (bjeloruski: Гара Дзяржынская) je najviša točka u Bjelorusiji. 
Brdo je na nadmorskoj visini od 345 metara, a nalazi se zapadno od Minska, u blizini Dzeržinska, u selu Skirmuntava. Izvorni naziv brda bio je Sveta gora. Godine 1958., dobio je sadašnji naziv po Feliksu Dzeržinskom, osnivaču NKVD-a (KGB).
Nalazi se na visoravni u zaleđu Minska, u središnjem dijelu Bjelorusije. Oko 15% područja brda prekriveno je mladom šumom. Tlo se sastoji od mulja i pješčenjaka. Brdo je nastalo tijekom holocena. U podnožju je izvor rijeke Ptič.
Prijašnje ime „Sveta gora“ vjerojatno je izvedeno iz pretkršćanskih vremena, jer je bila pogansko svetište.
U prvoj polovini 20. stoljeća, nakon uspostavljanja sovjetske vlasti, brdo je bilo uključeno u kolektivnu farmu "Komsomolec". Na kraju 20. stoljeća na brdu je postavljena ploča s natpisom, za najvišu točku u Bjelorusiji. Posjećuju je turisti.